# Мен Ваньчжоу
Мен Ваньчжоу (кит.: 孟晚舟), також відома як Кеті Мен та Сабріна Мен, також неофіційно відома в Китаї як «Принцеса Huawei», китайська бізнесвумен. Заступниця голови правління та головна фінансова директорка компанії Huawei, яку заснував її батько Рен Чженфей.
1 грудня 2018 року Мен заарештували в міжнародному аеропорту Ванкувера. 28 січня 2019 року Міністерство юстиції США оприлюднило обвинувальний висновок, який звинувачував її в банківському шахрайстві, а також у змові з метою вчинення таких фінансових операцій, які проводила компанія Skycom, яка функціонувала як іранська дочірня компанія Huawei, у порушення санкцій США. 24 вересня 2021 року Міністерство юстиції оголосило про те, що досягло угоди з Мен щодо вирішення справи шляхом укладення угоди про відкладення судового переслідування . У рамках угоди Мен погодилася на «заяву про факти» про те, що вона робила неправдиві заяви про відносини Huawei зі Skycom і що Skycom проводила транзакції через HSBC, які проходили через США, принаймні деякі з яких підтримували роботу Huawei в Ірані в порушення законодавства США; проте їй не довелося сплачувати штраф або визнавати себе винною за основними звинуваченнями. Міністерство юстиції заявило, що зніме всі звинувачення проти Мен, коли закінчиться період відстрочки 21 грудня 2022 року, за умови, що до цього часу Мен не буде звинувачено в інших злочинах. 24 вересня 2021 року Мен виїхав з Канади до Китаю.

## Молодість та освіта
Мен Ваньчжоу народилася 13 лютого 1972 в Ченду, Сичуань, Китай. Вона є донькою Реня Чженфея та його першої дружини Мен Цзюнь. Вона взяла прізвище матері, коли їй було 16 років.
Після закінчення коледжу в 1992 році вона рік працювала в Китайському будівельному банку, перш ніж приєднатися до стартапу Huawei, який засновав її батько. Вона відвідувала аспірантуру в 1997 році та здобула ступінь магістра з бухгалтерського обліку в Науково-технологічному університеті Хуачжун.
Вона переїхала до Ванкувера, Канада, і отримала постійне місце проживання в 2001 році, але її підтвердження про постійне проживання закінчилося в 2009 році. Мен також має постійне місце проживання в Гонконзі принаймні з 2011 року.

## Кар'єра

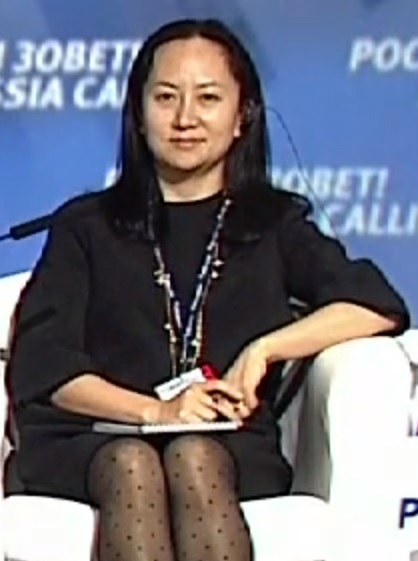
Менг на Russia Calling! Інвестиційний форум 2014 року

В інтерв'ю китайській газеті 21st Century Business Herald вона сказала, що її кар'єра пішла вгору після того, як вона повернулася в Huawei в 1998 році, щоб працювати у фінансовому відділі. Вона обіймала такі посади — керівник міжнародної бухгалтерії, головний фінансовий директор Huawei Hong Kong і директор департаменту управління бухгалтерським обліком.
Коли Huawei вперше опублікувала імена своїх топ-менеджерів у 2011 році, Мен уже не працювала як фінансовий директор. У березні 2018 року її призначили одним із чотирьох віце-голів правління, що підігріло припущення про те, що її готували стати наступником свого батька. Однак Рен спростував такі заяви, сказавши Sina Tech, що «жоден із членів моєї родини не володіє [відповідними] якостями» і «ніколи не буде включений до списку наступників».
Станом на грудень 2018 року Мен є заступником голови правління та фінансовим директором Huawei, найбільшої приватної компанії Китаю, яка налічує 180 000 співробітників. У 2017 році Forbes поставив Мен на 8 місце у своєму списку видатних ділових жінок Китаю, тоді як голова правління Huawei Сунь Яфан (яка пішла у відставку в березні 2018 року) посіла 2 місце.
25 жовтня 2021 року в штаб-квартирі Huawei в Шеньчжені поширювалися відеозаписи, на яких показано, як Мен вітають із поверненням працівники Huawei, які підтвердили, що Мен відновив роботу після завершення обов'язкового 21-денного карантину через COVID-19. Цього ж дня вона також відсвяткувала 77-й день народження свого батька.

## Екстрадиційна справа

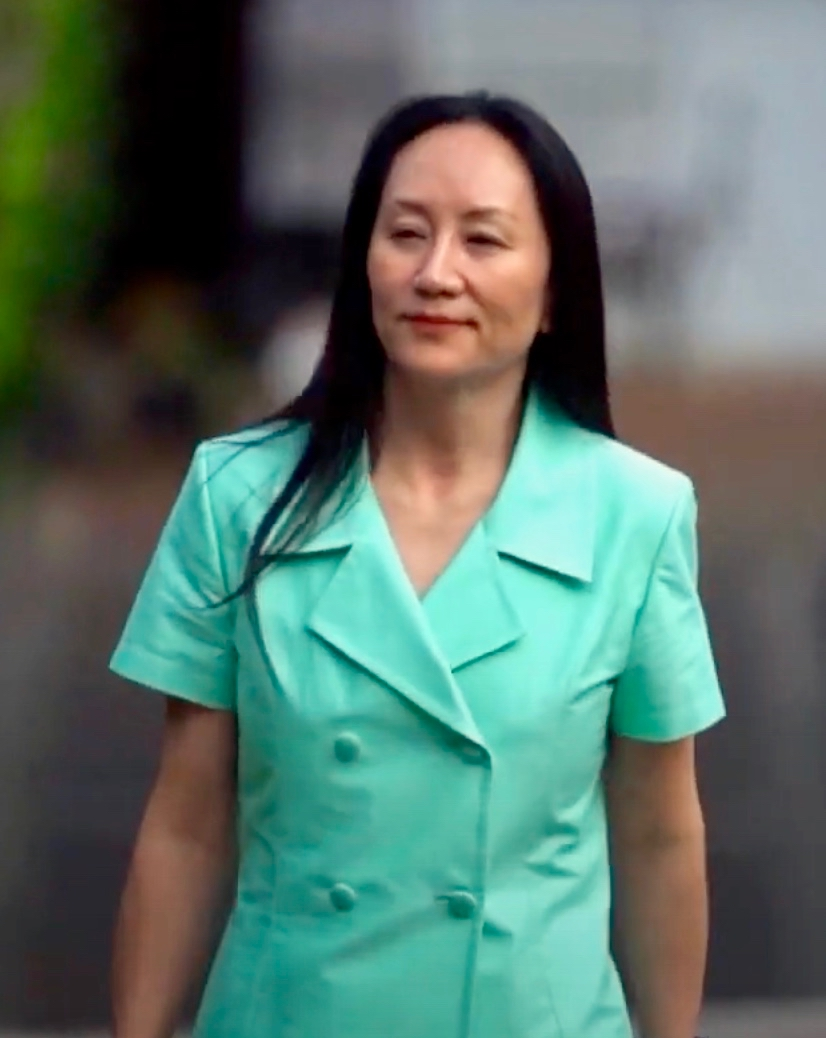
Мен під час перебування під домашнім арештом у Ванкувері у 2021 році

1 грудня 2018 року після прибуття в міжнародний аеропорт Ванкувера співробітники прикордонної служби Канади затримали Мен для допиту, який тривав три години. Згодом Королівська канадська кінна поліція заарештувала її за попереднім запитом США про екстрадицію за шахрайство та змову з метою вчинення шахрайства з метою обійти санкції США проти Ірану.
28 січня 2019 року Міністерство юстиції США офіційно оголосило проти Менг звинувачення у фінансовому шахрайстві. Перший етап слухання щодо екстрадиції Мен розпочався в понеділок, 20 січня 2020 року, і завершився 27 травня 2020 року, коли суд Британської Колумбії наказав продовжити екстрадицію. 13 лютого 2020 року Міністерство юстиції США особисто висунуло Мен звинувачення у крадіжці комерційної таємниці.
Під час розгляду питання про екстрадицію в залі суду адвокати Мен висунули кілька звинувачень проти обвинувачення, включаючи звинувачення в незаконному затриманні Мен, незаконному обшуку та арешті, порушеннях законодавства про екстрадицію, спотворенні, порушення міжнародного права та сфабриковані свідчення CBSA, на кожен з яких було відреаговано прокуратурою. У серпні 2021 року суддя з питань екстрадиції поставив під сумнів законність справи та висловив великі труднощі з розумінням того, як протокол справи (ROC), представлений США, підтверджує їхні звинувачення у злочинності.
18 вересня 2021 року газета The Globe and Mail з посиланням на канадські джерела повідомила, що Міністерство юстиції США провело розмову з Huawei та адвокатами, які представляють Менґа, і запропонувало припинити запит про екстрадицію та кримінальне провадження, якщо Мен визнає «вину» звинуватив і сплатив великий штраф.
24 вересня 2021 року Міністерство юстиції оголосило, що досягло угоди з Мен щодо вирішення їхньої справи проти неї шляхом відкладення висунення їхніх кримінальних звинувачень і відкликання запиту про екстрадицію після того, як вона уклала з ними угоду про відкладене переслідування . У рамках угоди Мен погодилася на викладення фактів, визнавши, що вона робила неправдиві заяви про те, що Huawei приховувала свій зв'язок зі Skycom і працювала з нею в порушення санкцій США проти Ірану, але їй дозволили офіційно спростувати свої ключові звинувачення і не робили цього. повинні заплатити штраф. Міністерство юстиції заявило, що зніме всі звинувачення проти Мен, коли закінчиться період відстрочки 21 грудня 2022 року, за умови, що Мен до цього часу не буде звинувачено у злочині. Мен вилетіла з Ванкувера в той же день на борту організованого урядом Китаю чартерного рейсу Air China, який прямував до Шеньчжень, провінція Гуандун, Китай, після того, як вона провела понад 1000 днів під домашнім арештом у місті в рамках її умови звільнення під заставу. 25 вересня 2021 року її зустріли в міжнародному аеропорту Шеньчжень Баоань, як героя.

## Особисте життя
Матір'ю Мен є перша дружина Рень Чженфея, Мен Цзюнь, дочка Мен Дунбо, колишнього заступника секретаря військового та адміністративного комітетів Східного Китаю та заступника губернатора провінції Сичуань. У неї є молодший брат Рен Пін (раніше Мен Пін), який також працює на Huawei. Після розлучення з Мен Цзюнь Рень Чженфей одружився з Яо Лін, від якої у нього народилася ще одна дочка Аннабель Яо, яка на 25 років молодша за Мен. У листопаді 2018 року Аннабель Яо дебютувала на високому рівні на Le Bal des Débutantes у Парижі.
У 2007 році Мен вийшла заміж за бізнесмена Лю Сяоцзуна (刘晓棕), який раніше десять років працював у Huawei і у пари є донька. Мен також має трьох синів від попереднього шлюбу.
Мен та її чоловік володіють двома багатомільйонними резиденціями у Ванкувері, Британська Колумбія. З 2001 по 2009 рік Мен була постійною мешканкою Канади.
За даними ЗМІ, Мен страждає на високий кров'яний тиск та гіпертиреоз. Повідомлялося, що в травні 2018 року їй зробили операцію з видалення щитоподібної залози.